# Hondamatic
Die Hondamatic (auch H2 genannt) war Hondas erstes Automatikgetriebe. Es wurde von 1973 bis 1979 produziert und in Personenkraftwagen sowie auch in Motorräder eingebaut. Der Name Hondamatic wird bei allen Automatikgetrieben von Honda verwendet. Die originale Hondamatic hatte anstelle von Planetengetrieben, wie bei den meisten anderen Automatikgetrieben, Gleitgetriebe auf parallelen Achsen. Das Design konservierte die Motorbremsung, indem ein Klemmkörper zwischen dem ersten und dem zweiten Gang implementiert wurde. Das Schalten zwischen dem 1. und 2. Gang erfolgte durch einfaches Verschieben des Wählhebels von 1 nach 2. Es wurde nicht automatisch geschaltet, sondern konnte aufgrund des Drehmomentwandlers vollständig im 2. Gang gefahren werden. Der Honda-Drehmomentwandler hatte eine Überbrückung und führte dazu, dass Honda die Original Hondamatic (die nur zwei Vorwärtsgänge hatte) als Dreigang verkaufte. Der echte Dreigang H3 wurde 1979 lanciert.

## Geschichte

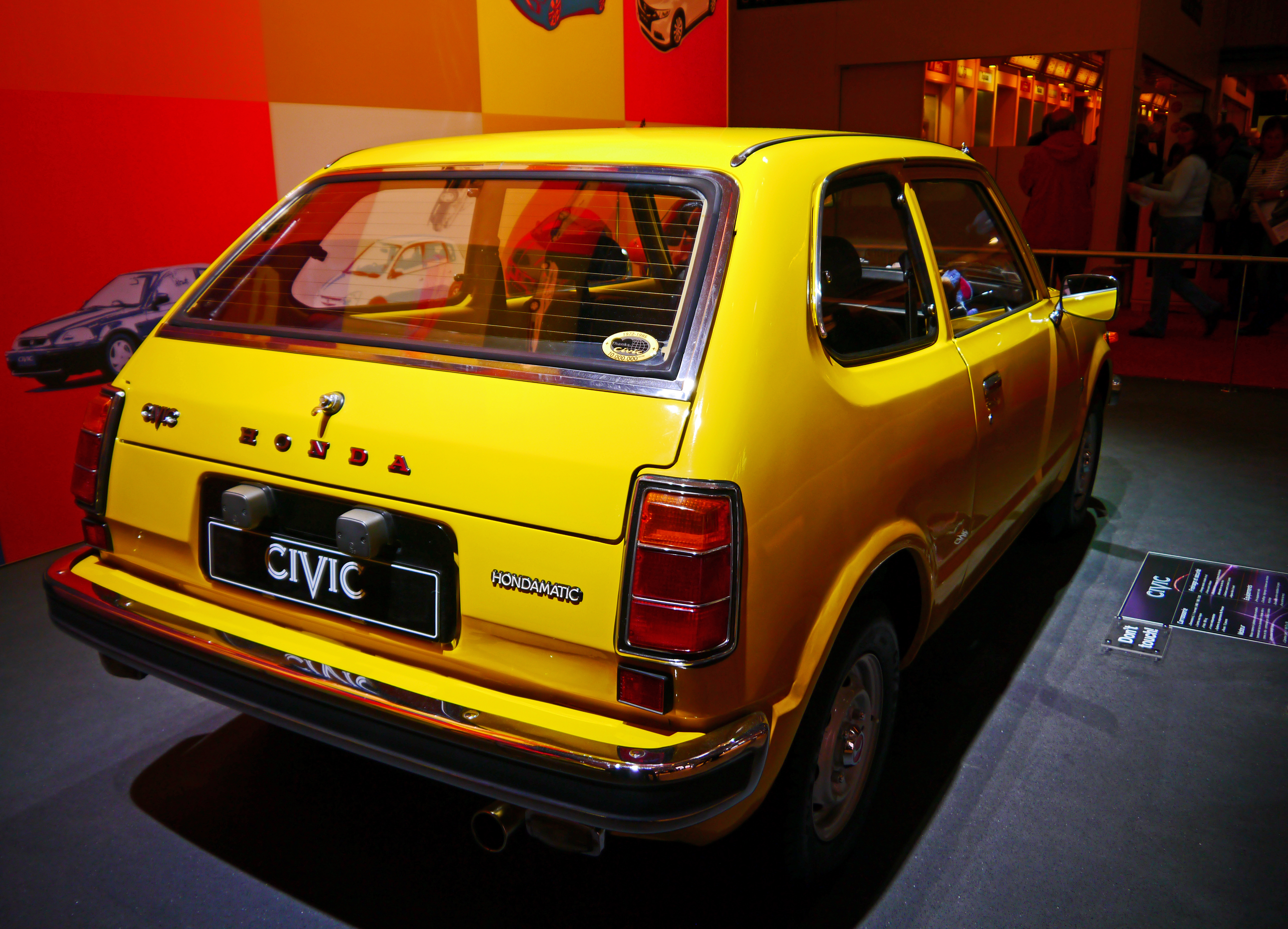
Honda Civic Hondamatic

Honda konnte keine herkömmlichen Planetengetriebe mit Automatikgetriebe herstellen, ohne Patente zu verletzen. Daher bat Honda schließlich BorgWarner, ein Prototypgetriebe für ihre bevorstehenden Fahrzeuge zu entwerfen. BorgWarner lehnte jedoch ab. Das lag daran, dass BorgWarner keine Getriebebestimmungen hatte, die für einen so kleinen Motor wie den 500-cm³-Honda S500 effizient genug waren, und der bei einer maximalen Motordrehzahl von 8000/min zuverlässig arbeiten konnte. Dies veranlasste Honda dazu, ihre eigene Übertragung zu entwerfen. Sie kauften eine Übertragung von BorgWarner für die Entwicklung eines originalen Übertragungsdesigns. Sie haben ihr neu entwickeltes Automatikgetriebe am Honda L700 getestet. Als Tests und Verfeinerungen gemacht wurden, verkaufte Honda sein erstes automatisches Getriebe im N360.
- 1973–1980 Honda Civic
- 1976–1985 Honda Accord
- 1979 Honda Prelude

## Motorrad

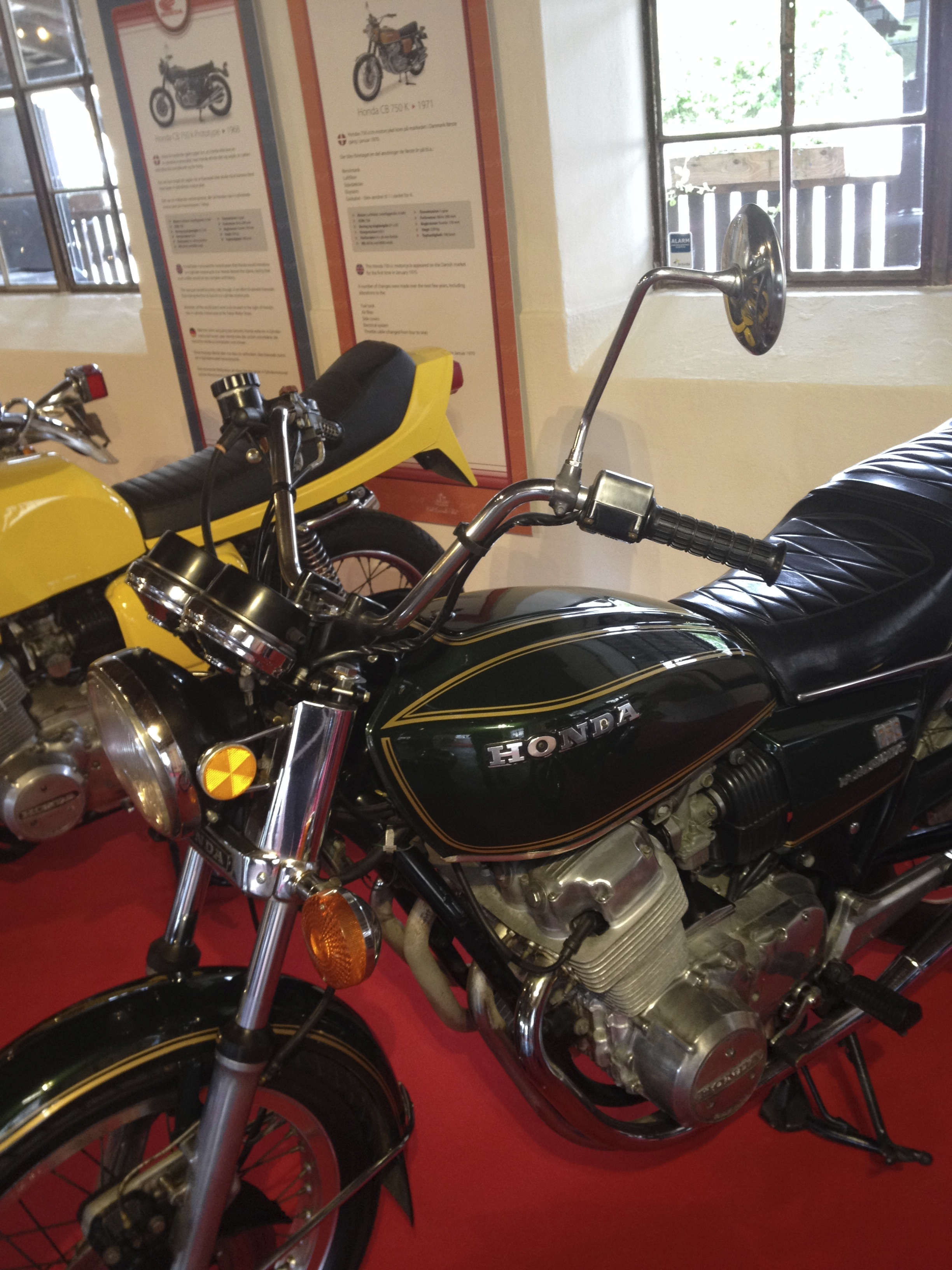
Honda 750 four Hondamatic 1977

Die Hondamatic wurde später in Hondas 400-, 450- und 750-cm³-Motorrädern eingesetzt. In dieser Anwendung war es kein echtes Automatikgetriebe, da der Fahrer manuell einen der beiden Gänge wählen musste, obwohl Hondas Drehmomentwandler bedeutete, dass keine Kupplung benötigt wurde.
- CB750A (1976–1978)[2]
- CB400A Falke Hondamatic (1978)
- CM400A Hondamatic (1979–1981)
- CM450A Hondamatic (1982–1983)